# Mas Devesa de Ridorta
El Mas Devesa de Ridorta és una obra del municipi de Brunyola i Sant Martí Sapresa (Selva) inclosa en l'Inventari del Patrimoni Arquitectònic de Catalunya.

## Descripció
Es tracta d'un edifici aïllat de dues plantes i coberta de doble vessant a façana format per dues parts adossades i un antic paller reconvertit en habitatge. La façana és arrebossada i la majoria d'emmarcaments d'obertures són de pedra picada i llindes monolítiques.
La façana principal consta d'un portal amb llinda horitzontal monolítica i un cobert petit de teula sostingut d'una estructura de bigues de fusta. A la banda de llevant hi ha una llinda amb decoració floral de forma triangular. Existeix una xemeneia quadrangular i els ràfecs són senzills, d'una filera de teula i una de rajola, però a la part de llevant hi ha un fragment de ràfec emergent sostingut per bigues de fusta.
Es conserva parcialment un rellotge de sol pintat a la façana principal.